# HD 54732
HD 54732，又名CD-51 2306，SAO 234940、HR 2698，是一颗恒星，视星等为5.96，位于銀經262.46，銀緯-18.75，其B1900.0坐标为赤經7h 4m 49.4s，赤緯-51° -18.75′ 41″。